# Мустапаева, Балдырган
Балдырга́н Мустапа́ева (1939 год, село Караозек — 2006 год) — поливальщица совхоза «Чиркейлийский» Теренозекского района Кзыл-Ординской области, Казахская ССР. Герой Социалистического Труда (1981).

## Биография
В 1957 году начала свою трудовую деятельность на Караозекской опытной станции по выращиванию бахчевых. С 1960 по 1962 год — рабочая на картонном комбинате в Кзыл-Орде, с 1962 по 1970 год трудилась на посадках риса в совхозе имени 50-летия Казахской ССР, с 1970 по 1988 год — поливальщица на рисовых полях в совхозе «Чиркейлийский» Теренозекского района, в 1989—1990 годах — бригадир кукурузоводческой бригады.
С 1971 года ежегодно выращивала большие урожаи риса, в среднем с каждого гектара собирала от 70 до 100 центнеров риса. В 1981 году была удостоена звания Героя Социалистического Труда «за выдающиеся успехи, достигнутые в выполнении планов и социалистических обязательств по продаже государству в 1980 году миллиарда пудов зерна и перевыполнении планов десятой пятилетки по производству и закупкам хлеба и других сельскохозяйственных продуктов».
Избиралась делегатом XIV и XV съездов Компартии Казахстана.
Скончалась в июне 2006 года.
Награды
- Герой Социалистического Труда — указом Президиума Верховного Совета СССР 19 февраля 1981 года
- Орден Ленина — дважды (1976, 1981)
- Орден Трудового Красного Знамени (1974)